# Sympistis labradoris
Sympistis labradoris är en fjärilsart som beskrevs av Otto Staudinger 1901. Sympistis labradoris ingår i släktet Sympistis och familjen nattflyn. Inga underarter finns listade i Catalogue of Life.